# Tadeusz Jednoróg
Tadeusz Jednoróg (ur. 28 marca 1954) – polski piłkarz ręczny i trener tej dyscypliny, absolwent AWF we Wrocławiu.

## Kariera trenerska
Prowadził drużynę Juvenii Wrocław, z którą zdobył Mistrzostwo Polski juniorów, a także drużyny seniorów Miedzi Legnica, Śląska Wrocław, Chrobrego Głogów, Żagwi Dzierżoniów, Piotrkowianina Piotrków Trybunalski, Gwardii Opole. Koordynował pracę z grupami młodzieżowymi reprezentacji Polski. W sezonie 2015/2016 prowadził drużynę seniorów PGE Stali Mielec.